# 长湖 (湖北)
长湖是一个位于中国湖北省荆州市、荆门市、潜江市交界处的湖泊，旧名瓦子湖，由古云梦泽演变而成，面积约为122.5平方千米，蓄水量约为2.71亿立方米，为湖北第三大湖泊。
长湖有五条较大支流汇入，以内荆河为出水道，于洪湖市新滩口汇入长江。自西向东分为庙湖区、海子湖区、马洪台湖区及圆心湖区。